# خانم لی
خانم لی (به انگلیسی: Miss lee) یک مجموعه تلویزیونی محصول کشور کره جنوبی در سال ۲۰۱۹ است. لی هه‌ری، کیم سانگ-کیونگ، اوم هیون کیونگ و چا سونگ وون در این مجموعه به ایفای نقش پرداختند.

## خلاصه داستان
داستان یک کارمند عادی به نام لی سون سیم(لی هه‌ری) است که ناگهان مدیر عامل شرکتی می شود که در آن کار می کند و...

## بازیگران
| نام            | کاراکتر     |
| -------------- | ----------- |
| لی هه‌ری        | لی سون سیم  |
| کیم سانگ-کیونگ | یو جین ووک  |
| اوم هیون کیونگ | کو جی نا    |
| چا سو وون      | پارک دو جون |

| نام              | کاراکتر       |
| ---------------- | ------------- |
| بک جی-وون        | چوی یونگ جا   |
| جونگ هی ته       | هوانگ جی سانگ |
| جونگ سو یونگ     | لی سون شین    |
| کیم اونگ-سو      | او مان بوک    |
| کیم هیونگ موک    | مون هیونگ سوک |
| کوان هان سول     | سو اون        |
| لی هوا ریونگ     | سونگ یونگ هون |
| کیم جه هیون      | بازیگر میهمان |
| کریستیان لاگاهیت | کیسان         |